# Beckeln
Beckeln è un comune di 830 abitanti della Bassa Sassonia, in Germania.
Appartiene al circondario (Landkreis) di Oldenburg (targa OL) ed è parte della comunità amministrativa (Samtgemeinde) di Harpstedt.

## Geografia fisica
È attraversato dalla Delme.

## Geografia antropica

### Suddivisioni amministrative
Oltre al capoluogo (Beckeln), il territorio comunale comprende le frazioni (Ortsteil) di Brammer, Groß Köhren, Holzhausen, Ilake, Klein Köhren, Ohe, Ortbrock e Sürstedt.